# Nestar
Nestar ist ein spanischer Ort in der Provinz Palencia der Autonomen Gemeinschaft Kastilien und León. Zur ehemals selbständigen Gemeinde gehörten die Dörfer Cabria, Cordovilla de Aguilar, Menaza und Villavega de Aguilar. In den 1970er Jahren kam Nestar mit seinen Dörfern zu Aguilar de Campoo. Der Ort befindet sich sieben Kilometer nördlich vom Hauptort der Gemeinde. 

## Sehenswürdigkeiten
- Barocke Kirche San Martín de Tours, erbaut im 18. Jahrhundert
- Puente Perdiz, romanische Brücke